# フレッシュ・ワロンヌ2012
フレッシュ・ワロンヌ2012は、フレッシュ・ワロンヌの76回目のレース。2012年4月18日に行われた。

## 参加チーム

### UCIプロチーム
| チーム名                             | 国籍           | コード |
| ------------------------------------ | -------------- | ------ |
| AG2R・ラ・モンディアル               | フランス       | ALM    |
| アスタナ                             | カザフスタン   | AST    |
| BMC・レーシングチーム                | アメリカ合衆国 | BMC    |
| エウスカルテル・エウスカディ         | スペイン       | EUS    |
| FDJ・ビッグマット                    | フランス       | FDJ    |
| ガーミン・バラクーダ                 | アメリカ合衆国 | GRM    |
| グリーンエッジ                       | オーストラリア | GEC    |
| チーム・カチューシャ                 | ロシア         | KAT    |
| ランプレ・ISD                        | イタリア       | LAM    |
| リクイガス・キャノンデール           | イタリア       | LIQ    |
| ロット・ベリソル                     | ベルギー       | LTB    |
| モビスター・チーム                   | スペイン       | MOV    |
| オメガファーマ・クイックステップ     | ベルギー       | OPQ    |
| ラボバンク                           | オランダ       | RAB    |
| レディオシャック・ニッサン・トレック | ルクセンブルク | RNT    |
| チーム・サクソバンク                 | デンマーク     | SAX    |
| チーム・スカイ                       | イギリス       | SKY    |
| ヴァカンソレイユ・DCM                | オランダ       | VCD    |

### 招待チーム
- アクセント・ジョブス - ウィレムス・フェランダス（ ベルギー・ACC）
- アルゴス・シマノ（ オランダ・ARG）
- コロンビア・コルデポルテス（ コロンビア・COL）
- ランドバウクレディット・ユーフォニー（ ベルギー・LAN）
- ソル・ソジャスュン（ フランス・SAU）
- トップスポート・フラーンデレン - メルカトル（ ベルギー・ACC）
- タイプ1・サノフィ（ アメリカ合衆国・TT1）

## 結果
- シャルルロワ → ユイ 194km

| 順位 | 選手名                           | 国籍         | チーム                     | 時間          |
| ---- | -------------------------------- | ------------ | -------------------------- | ------------- |
| 1    | ホアキン・ロドリゲス             | スペイン     | チーム・カチューシャ       | 4時間45分41秒 |
| 2    | ミヒャエル・アルバジーニ         | スイス       | グリーンエッジ             | +04秒         |
| 3    | フィリップ・ジルベール           | ベルギー     | BMC・レーシングチーム      | 同            |
| 4    | イェル・ファネンデルト           | ベルギー     | ロット・ベリソル           | 同            |
| 5    | ロベルト・キセルロヴスキ         | クロアチア   | アスタナ                   | +07秒         |
| 6    | ダニエル・マーティン             | アイルランド | ガーミン・バラクーダ       | +09秒         |
| 7    | バウク・モレマ                   | オランダ     | ラボバンク                 | 同            |
| 8    | ヴィンチェンツォ・ニバリ         | イタリア     | リクイガス・キャノンデール | 同            |
| 9    | ディエゴ・ウリッシ               | イタリア     | ランプレ・ISD              | 同            |
| 10   | ユルヘン・ファン・デン・ブルック | ベルギー     | ロット・ベリソル           | +11秒         |
| 100  | 土井雪広                         | 日本         | アルゴス・シマノ           | +5分04秒      |
| 117  | 別府史之                         | 日本         | グリーンエッジ             | +9分50秒      |